# Берн, Эдвин Винсент
Эдвин Винсент Берн (англ. Edwin Vincent Byrne, исп. Edwin Vincent Byrne; 9 августа 1891, Филадельфия, штат Пенсильвания, США — 26 июля 1963, Санта-Фе, штат Нью-Мексико, США) — прелат Римско-католической церкви, 1-й епископ Понсе, 2-й епископ Сан-Хуана-де-Пуэрто-Рико, 8-й архиепископ Санта-Фе.

## Биография
Эдвин Винсент Берн родился 9 августа 1891 года в Филадельфии, штат Пенсильвания. Он был сыном Фрэнсиса Чарльза Берна и Энн, урождённой Кэррол. В 1908 году окончил католическую среднюю школу для мальчиков в Филадельфии и поступил в семинарию святого Карла Борромео в Овербруке. 22 мая 1915 года был рукоположен в священники архиепископом Эдмундом Фрэнсисом Прендергастом. До 1917 года был священником в приходе Лурдской Богоматери в Филадельфии. Затем получил назначение на место капеллана в ВМС США и в этом качестве участвовал в Первой мировой войне. С 1920 по 1923 год был секретарём епископа Джеймса Пола Макклоски в епархии Яро на Филиппинах. В 1923 году был назначен генеральным викарием епархии Яро.
23 июня 1925 года римский папа Пий XI поставил его первым епископом епархии Понсе на Пуэрто-Рико. 30 октября того же года состоялась его хиротония, которую возглавил кардинала Дэннис Джозеф Дохерти, в сослужении с епископом Джоном Джозефом Суинтом и епископом Эндрю Джеймсом Луи Бреннаном. После назначения архиепископа Джорджа Джозефа Каруаны Апостольским нунцием в Мексику, 8 марта 1929 года он был назначен епископом Сан-Хуана-де-Пуэрто-Рико. В 1940 году римский папа Пий XII присвоил ему титул помощника Папского Престола.
12 июня 1943 года он был назначен архиепископом Санта-Фе в штате Нью-Мексико. Во время своего пребывания на кафедре, участвовал в возведении многих церквей и католических школ и построил епархиальное управление. В 1958 году издал декрет, по которому девушкам-католичкам запрещалось появляться в купальниках на конкурсе «Мисс Нью-Мексико». Декрет привёл к дискуссии в обществе, но епископ не отменил запрет. Он осудил законопроект «право на труд», который рассматривался в законодательном собрании штата, и запретил ученикам-католикам свидания во время обучения в средней школе. В 1962 году участвовал в первой сессии II Ватиканского собора.
21 июля 1963 года у епископа случилось воспаление желчного пузыря. Через два дня его госпитализировали в больницу святого Викентия. 26 июля ему сделали операцию по удалению желчного пузыря, которую он не перенёс и умер в тот же день.